# Сахалин - Хабаровск - Владивосток (газопровод)
Газопроводът „Сахалин – Хабаровск – Владивосток“ е проект за снабдяване на крайния югоизток на Руската федерация (Сахалинската област, Еврейската автономна област, Хабаровския и Приморския край) с природен газ чрез тръбопровод от находищата по североизточното крайбрежие на Сахалин и от Якутия. Газопроводът минава през градовете Комсомолск на Амур, Хабаровск и Владивосток, на които се дължи и името му.

## Хронология
Решението за прокарване на газопровода е взето през април 2006 г. от Съвета на директорите на компанията „Газпром“. От септември 2007, с наредба на руското министерство на промишлеността и енергетиката, проектът се превръща в интегрална част от така наречената „Източна газова програма“ („Програма за създаване в Източен Сибир и Далечния изток на единна система за добив, транспортиране на газ и газоснабдяване с оглед на възможния експорт за пазарите на Китай и други страни от Азиатско-тихоокеанския регион“). Символично начало на строежа (с първата заварка) е дадено от министър-председателя Владимир Путин на 31 юли 2009 г., а същинското полагане на тръбите в Приморския край започва на 14 септември същата година. 2 мес. по-късно, към 21 декември, вече са положени 100 км, а темпът на строителството е 4 – 5 км на ден. Това позволява на изпълнителя да твърди, че първият пусков комплекс на газопровода (с обща дължина от 1350 км и очаквана цена от 200 милиарда рубли) ще бъде готов в предварително зададения срок – третото тримесечие на 2011 г.

## Икономическа целесъобразност
На по-късен етап от строителството общата дължина на тръбата трябва да достигне 1800 км. Планираният капацитет на първия пусков комплекс е 6 милиарда м3 газ годишно, а на системата като цяло – 47,2 милиарда м3. Путин обяснява увеличаването на инвестициите в проекта с думите, че „100 милиарда рубли капиталови вложения в газовия комплекс гарантират 70 – 80 хиляди работни места“.
Руското правителство придава на проекта „Сахалин – Хабаровск – Владивосток“ ключово значение за усвояването на природните залежи в Далечния изток. Някои икономически анализатори поставят под съмнение рентабилността на цялата програма, сочейки неизвестността за размера на залежите, липсата на достатъчно инфраструктура и капацитет за потребление в Сибир и Китай).

## Отражение върху околната среда
В края на септември 2009 г. еколози от „Световния фонд за опазване на дивата природа“ (WWF) призовават официалните контролни органи (Ростехнадзор) да откажат държавна екологическа експертиза на проекта. Аргументът им е, че тръбопроводът ще застраши фауната на Хасанския район и, по-конкретно, живота на последните тридесет амурски леопарда, живеещи на свобода. Апелът е предизвикан от отказа на проектантите от „Газпром“ да се съобразят с препоръките на неправителствени организации за съхраняване на местообитанието на леопарда (заказника „Леопардовий“).